# Keith Johnstone

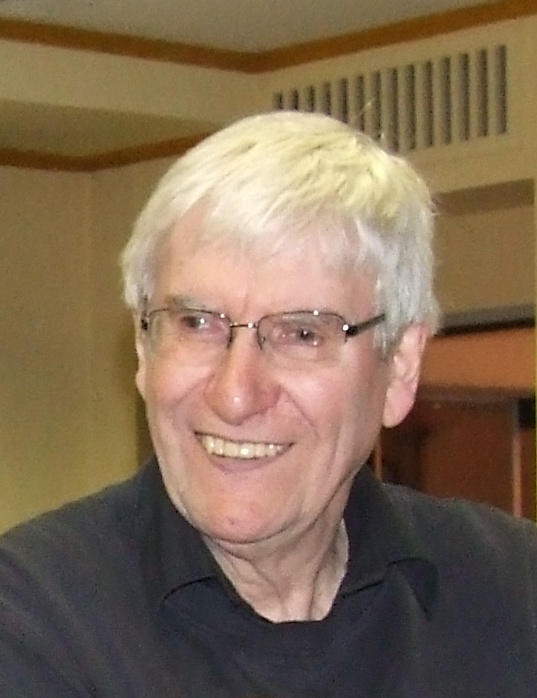
Keith Johnstone, 2008

Keith Johnstone (* 21. Februar 1933 in Brixham, Devon, Vereinigtes Königreich; † 11. März 2023 in Calgary, Kanada) war ein in Kanada lebender britischer Dramaturg, ein Begründer des modernen Improvisationstheaters und Schauspiellehrer.

## Leben
Keith Johnstone arbeitete von 1956 bis 1966 als Dramaturg, Regisseur und Studioleiter am Royal Court Theatre in London. Hier leitete er eine Autorenwerkstatt, der die Dramatiker John Arden, Edward Bond und Arnold Wesker angehörten. Außerdem lehrte Johnstone an der Royal Academy of Dramatic Art. Wegen negativer Erfahrungen während seiner eigenen Ausbildung versuchte er, seine Schauspieler zu mehr Spontaneität zu animieren, indem er alle Regeln negierte, die er in seiner Ausbildung gelernt hatte. Beispielsweise animierte er sie dazu, auf der Bühne Grimassen zu schneiden und sich spielerisch zu ärgern; er wies sie mit Zwischenrufen an, sich nicht zu konzentrieren, nicht nachzudenken und das Offensichtliche zu tun. Als er sah, dass diese Techniken Erfolg hatten – die Darsteller spielten freier und mit mehr Freude – entwickelte er daraus Theater-Grundregeln.
Angeregt durch die Thesen des britischen Verhaltensforschers Desmond Morris, entwickelte Johnstone die Theorie, dass Geschichten von Dominanz und Unterwerfung handeln und dass sich die Figuren in der Geschichte gegenseitig verändern müssen. Er glaubte, dass ein Großteil komödiantischen Materials sich aus den vielen kleinen Möglichkeiten speist, mit denen Menschen versuchen, ihren eigenen sozialen Status zu erhöhen und den ihres Gegenübers herabzusetzen. In den folgenden Jahren verbreitete sich diese Auffassung rasch und ist heute in der Theaterwelt weit verbreitet.
In den siebziger Jahren zog Johnstone nach Calgary. In einem Kellergeschoss der Universität Calgary ging er mit dem von ihm entwickelten Theatersport im Secret Impro Theatre an die Öffentlichkeit. Gemeinsam mit dem Tierarzt Mel Tonken gründete Johnstone die Loose Moose Theatre Company, deren Spielstätte am südlichen Ende des Flughafens Calgary liegt. Als eine Form des modernen Improvisationstheaters ist der Begriff Theatersport durch das Copyrightzeichen © rechtlich geschützt. Johnstone lehrte als ordentlicher Professor an der University of Calgary.
Keith Johnstone starb am 11. März 2023 im Rockyview Hospital in Calgary im Alter von 90 Jahren.

## Schauspieltechnik
In der dramatischen Schauspielausbildung ist das Erlernen des Spiels mit dem Status von zentraler Bedeutung. Für eine freie Improvisation braucht es nach Johnstone nur eins: Die Darsteller müssen sich ihres Status bewusst sein, die übrigen Umstände müssen nicht gegeben sein. Nach Johnstone ist Status das, was man tut und nicht zwingend deckungsgleich mit dem sozialen Status. Beispielsweise, ein Landstreicher (sozialer Tiefstatus), der eine Herzogin anpöbelt (sozialer Hochstatus). Der Landstreicher spielt, entgegen seinem Status, hoch, die Herzogin wird, entgegen ihrem Status, erniedrigt.
Drei Statusspieler können nach Johnstone unterschieden werden:
- Der Hochstatusspieler
- Der Tiefstatusspieler
- Der Statusexperte

Der Statusexperte kann sein Tun und Verhalten anpassen. Das heißt, er kann den Status selbst herabsetzen oder erhöhen. Dabei sind die Statuswechsel nie extrem, sondern immer ein bisschen drunter oder drüber. Nach Johnstone ist die Wippe ein wichtiges Element im Spiel, indem sich zwei Partner im Wechsel gegenseitig auf- und abwerten. Damit die Wippe im Fluss bleibt, bedarf es Status-Experten.  Hoch- und Tiefstatus zeichnet sich also über die Modulation sprachlicher, gestischer und mimischer Einstellungen aus.
Ebenso das Verhältnis von Status und Raum. Nach Keith Johnstone steht die Bewegung eines Protagonisten in Bezug zum Raum. Jede Bewegung des Körpers verändert den Raum. Johnstone benennt das Beispiel eines Mannes, der auf einer Bank sitzt und durch Veränderung der Körperposition sowohl Status und Raum verändert. Sein Raum vergrößert sich, verkleinert sich, fließt nach links oder nach rechts und damit ändert sich auch der Status.

## Veröffentlichungen
- Impro – Improvisation and the Theatre. Methuen Publishing, London 1979, ISBN 0-413-46430-X
  - Deutsche Ausgabe: Improvisation und Theater. Aus dem Englischen von Petra Schreyer. Nachwort von George Tabori. Alexander, Berlin 1993, ISBN 3-923854-67-6
- Impro for Storytellers: Theatresports and the Art of Making Things Happen. 1999, Faber & Faber, ISBN 0-571-19099-5
  - Deutsche Ausgabe: Theaterspiele. Spontaneität, Improvisation und Theatersport. Aus dem Englischen von Christine und Petra Schreyer. Alexander, Berlin 1998, ISBN 3-89581-001-0
- Einleitung zu  Michael Shurtleff: Erfolgreich vorsprechen. Alexander, Berlin 1999, 5. Auflage 2009, ISBN 978-3-89581-044-2
- Einleitung zu Nikolai Gortschakow: Die Jewgeni Bagrationowitsch Wachtangow-Methode. Alexander, Berlin 2008,  ISBN 978-3-89581-192-0
- Wie meine Frau dem Wahnsinn verfiel. Stories & Plays. Alexander, Berlin 2009, ISBN 3-89581-208-0